# Pogonopus tubulosus
Pogonopus tubulosus är en måreväxtart som först beskrevs av Achille Richard och Dc., och fick sitt nu gällande namn av Karl Moritz Schumann. Pogonopus tubulosus ingår i släktet Pogonopus och familjen måreväxter. Inga underarter finns listade i Catalogue of Life.